# Олсен, Эмброуз
Эмброуз Олсен (англ. Ambrose Olsen, 27 ноября 1985, Хомер, Аляска — 22 апреля 2010, Нью-Йорк) — американский манекенщик.
Родился на Аляске в городе Хомер. В юности увлекался серфингом, боксом и хоккеем. После окончания школы поступил на курсы плотников, а также намеревался вступить в ряды добровольцев в ВМС США. В 2002 году Олсен переехал в Нью-Йорк, где стартовала его карьера в модельном бизнесе. В последующие годы он появился в ряде модных показов и принял участие в нескольких рекламных кампаниях, среди которых Armani Exchange в 2007, которая принесла ему славу в модельном бизнесе. Помимо этого он принимал участие в рекламе брендов Hugo Boss, Dolce & Gabbana, Nautica, Yves Saint Laurent (YSL), Louis Vuitton, Burberry и многих других.
22 апреля 2010 года Эмброуз Олсен покончил жизнь самоубийством в своей квартире в Нью-Йорке. Тело 24-летнего молодого человека было найдено его близким другом спустя пару дней. По сообщениям полиции, Олсен повесился.